# Journal of Egyptian Archaeology
Journal of Egyptian ArchaeologyまたはJEAはエジプト学に関する研究論文や近刊書の書評を掲載する学術雑誌である。
JEAは今日最も著名かつ高く評価されているエジプト学の学術雑誌の一つであり、1914年以来毎年イギリス、ロンドンにあるエジプト探査協会(Egypt Exploration SocietyまたはEES)によって出版されている。
雑誌に掲載される論文は雑誌タイトルにあるような古代エジプトの考古学(Archaeology)に関するものだけではなく、古代エジプトに関する言語学や建築学・文献学などの考古学以外にエジプト学の中で重要な役割を持つ分野のものも含まれている。雑誌は論文や研究ノート・書評などの箇所に分かれているが、論文の部分には発掘調査の報告が掲載されることも多い。また論文だけではなく書評に関しても紙面の多くを割いており、過去に数回書評のみを掲載した補遺も出版している。掲載や執筆に際しての言語はエジプト学の学術雑誌では一般的なことであるが、主にドイツ語やフランス語で書かれた英語以外の論文に関しても出版に際して受け入れられている。